# Pusignan
Pusignan es una comuna francesa situada en el departamento de Ródano, de la región de Auvernia-Ródano-Alpes.

## Geografía
Está situada a 18 kilómetros en el este de Lyon.

## Demografía
| 1 060 | 1 249 | 1 800 | 1 876 | 2 720 | 3 098 | 3 482 | 3 730 | 4 011 |
| Para los censos de 1962 a 1999 la población legal corresponde a la población sin duplicidades (Fuente: INSEE [Consultar]) |       |       |       |       |       |       |       |       |